# Semkenfahrt

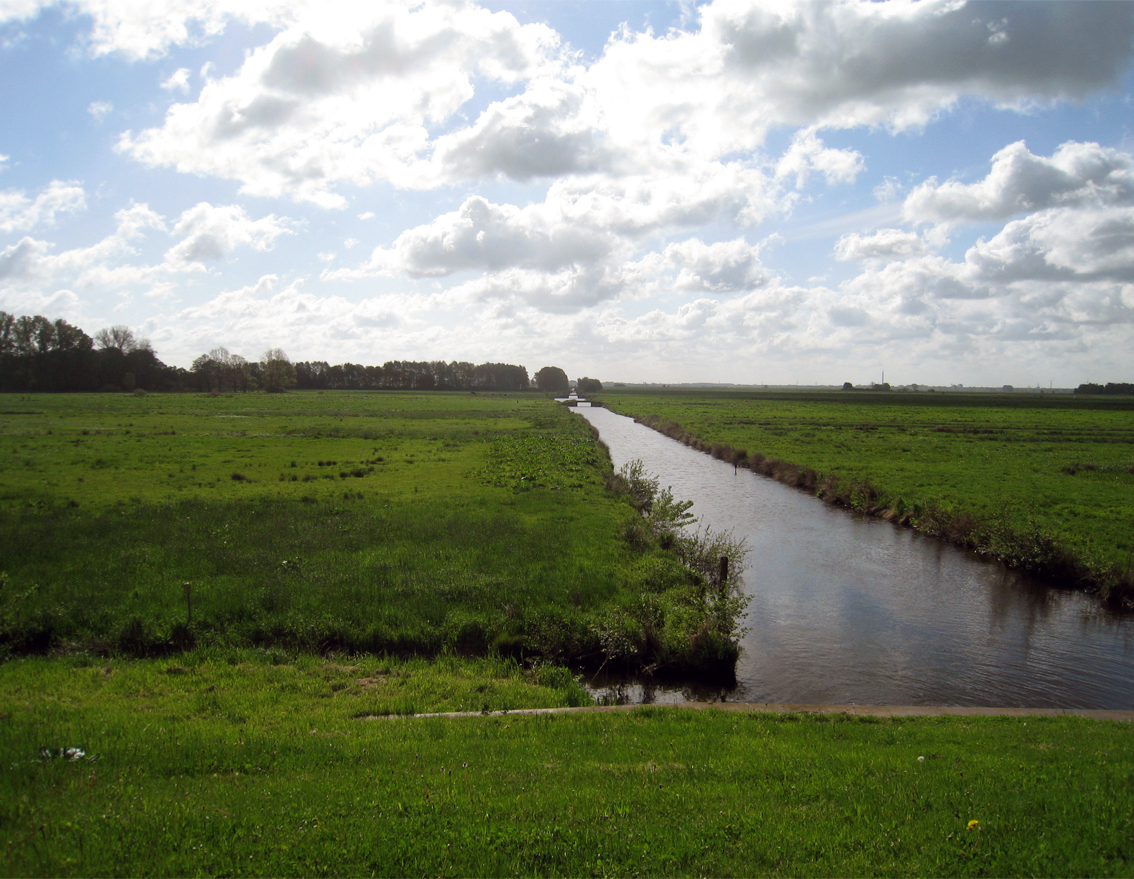
Der Kanal der Neuen Semkenfahrt im Bremer Blockland

Die Semkenfahrt ist ein ehemaliger Hauptgraben im Kanalsystem zwischen dem Teufelsmoor und Bremen, auf dem Torf in die Stadt transportiert wurde. Der Name bezeichnet dabei verschiedene Abschnitte des Kanals: die Alte Semkenfahrt bei Worpswede in Niedersachsen, den Semkenfahrtkanal im St. Jürgensland bei Lilienthal und die Neue Semkenfahrt im Blockland in Bremen. Als Semkenfahrt wird auch eine große Natureisfläche auf einem Polder an der Neuen Semkenfahrt im Bremer Blockland bezeichnet.

## Geschichte der Semkenfahrt
Bremen war von Worpswede mit dem Torfkahn über die Flüsse Hamme, Lesum und Wümme in zirka drei bis vier Tagen erreichbar. Zur Abkürzung der Strecke wurde im 18. und 19. Jahrhundert in verschiedenen Abschnitten der Kanal der Semkenfahrt „gestochen“, so dass sich die Fahrt auf ein bis zwei Tage reduzierte. Bei ungünstigen Winden aus Westen wurde der beladene Kahn nach Bremen meistens getreidelt (gezogen), gestakt oder gewriggt (eine achtförmige Bewegung mit einem langen „Stechpaddel“), meist erst auf der Rücktour konnte bei Westwind das typische braune Segel eingesetzt werden.
Die Hochzeit der Torfschifffahrt war Ende des 19. Jahrhunderts. Um 1880 kamen jährlich etwa 25.000 Schiffsladungen Torf in Bremen an, 5000 bis 6000 davon (30.000 bis 36.000 m³) wurden über die Kanäle der Semkenfahrt in die Stadt transportiert.

## Teilstücke der Semkenfahrt

### Alte Semkenfahrt
(Anfang: 53° 14′ 3,1″ N, 9° 1′ 11,5″ O / Ende: 53° 13′ 6,36″ N, 8° 52′ 4,82″ O)
Die Kanal der Alten Semkenfahrt wurde bereits im 18. Jahrhundert angelegt. Er führt von Tüschendorf bei Tarmstedt zwischen den Moorhufendörfern Adolphsdorf und Otterstein südwestwärts und dann östlich an Worpswede mit dem Weyerberg vorbei. In Worpheim stößt er auf den Lüninghauser Schiffgraben und setzt dessen Verlauf nordwestwärts fort, um bei Neu-Helgoland nahe der später erbauten Eisenbahnbrücke in die Hamme zu münden. Der Kanal ist heute nur noch auf einer kurzen Strecke für Paddelboote schiffbar.
Er ist 12,7 km lang, hat ein Einzugsgebiet von 18,8 km² und trägt die GKZ 494892.

### Semkenfahrtkanal
(Anfang: 53° 11′ 36,92″ N, 8° 54′ 20,54″ O / Ende: 53° 8′ 51,62″ N, 8° 50′ 43,32″ O)
Der Semkenfahrtkanal wurde Ende des 19. Jahrhunderts angelegt. Er führt als Abkürzung von der Alten Semkenfahrt bei Worpheim mit etwas Versatz (Verbindung durch den Lüninghauser Schiffgraben) durch das St. Jürgensland bis zur Wümme, wo er in Höhe des heutigen Ausflugslokal Zur Schleuse endet. Vom Lüninghauser Schiffgraben bis Querweg fällt er heutzutage teilweise trocken. Südlich davon trägt er bis zum Kirchenfleet die GKZ 49489614, dann 49489616 bis zum Neugrabenfleet, danach 4948982.

### Neue Semkenfahrt

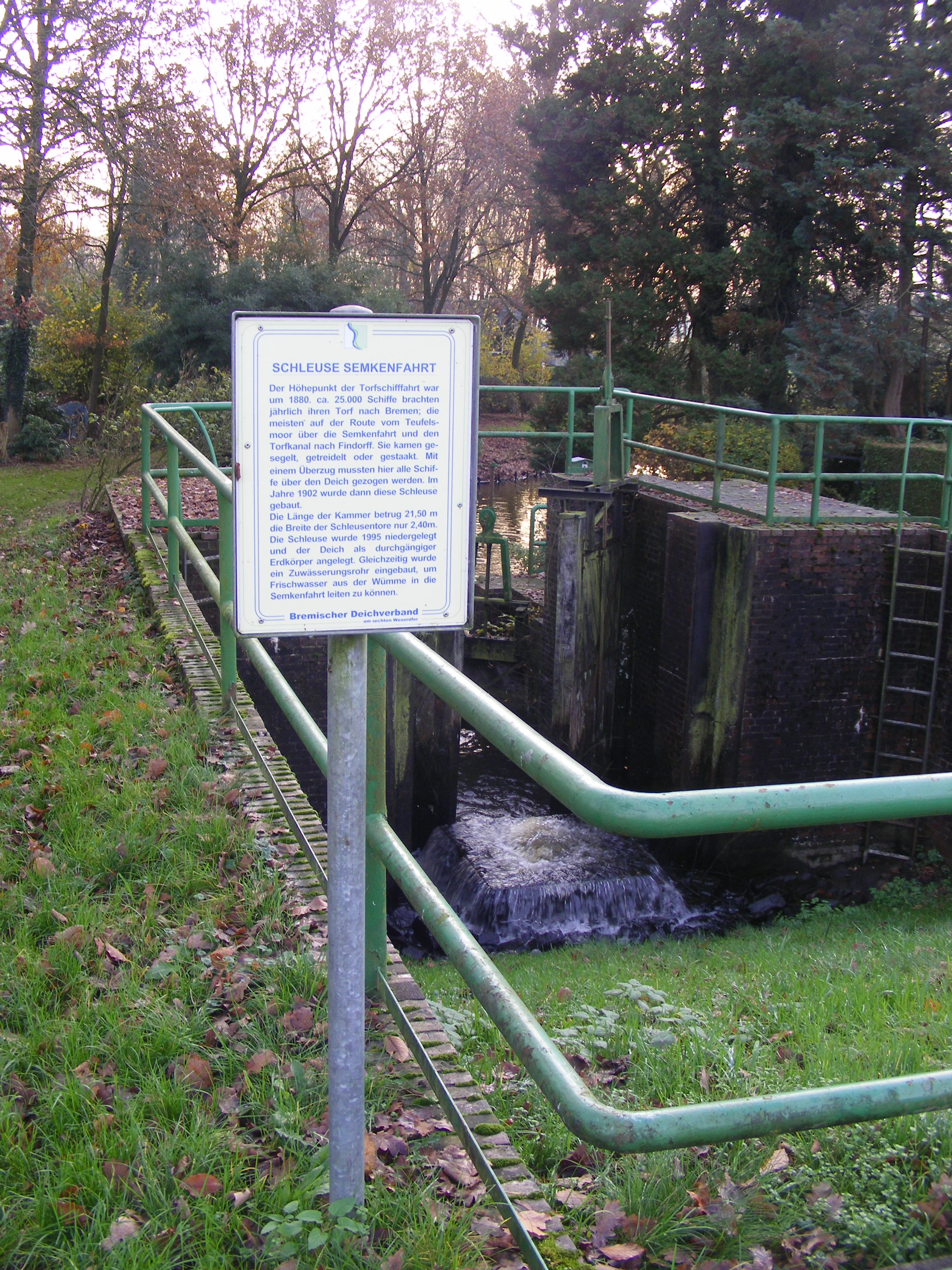
Ehemalige Schleuse der Neuen Semkenfahrt, Zustand seit 1995

(Anfang: 53° 8′ 40,38″ N, 8° 50′ 47,11″ O / Ende: 53° 7′ 1″ N, 8° 49′ 3″ O)
Die 3,4 Kilometer lange Neue Semkenfahrt (zunächst auch Neuer Torfkanal genannt) wurde ebenfalls im 19. Jahrhundert angelegt. Sie beginnt am südlichen Wümmeufer an der Grenze zwischen dem Ober- und dem Niederblockland (am heutigen Ausflugslokal Gartelmann’s Gasthof) und führt von der Wümme zur Kleinen Wümme. Von dort aus gelangten die Kähne dann über den Torfkanal zum Torfhafen in Findorff. Die Überführung der Torfkähne über den Wümmedeich erfolgt ursprünglich mit einem Schiffsüberzug mittels Winde. Zur Versorgung der Torfschiffer, die an diesem Engpass bisweilen in übernachten mussten, wurde 1868 ein Gasthof eröffnet, der sich später zu einem beliebten Ausflugslokal entwickelte. 1902 wurde der Schiffsüberzug durch eine Schleuse ersetzt, die 1995 niedergelegt wurde. Hydrografisch ist die Neue Semkenfahrt als ‚Torfkanal‘ unter der Gewässerkennzahl 49474 notiert.

## Die Natureisbahn an der Semkenfahrt
53° 7′ 50,9″ N, 8° 49′ 50,3″ O

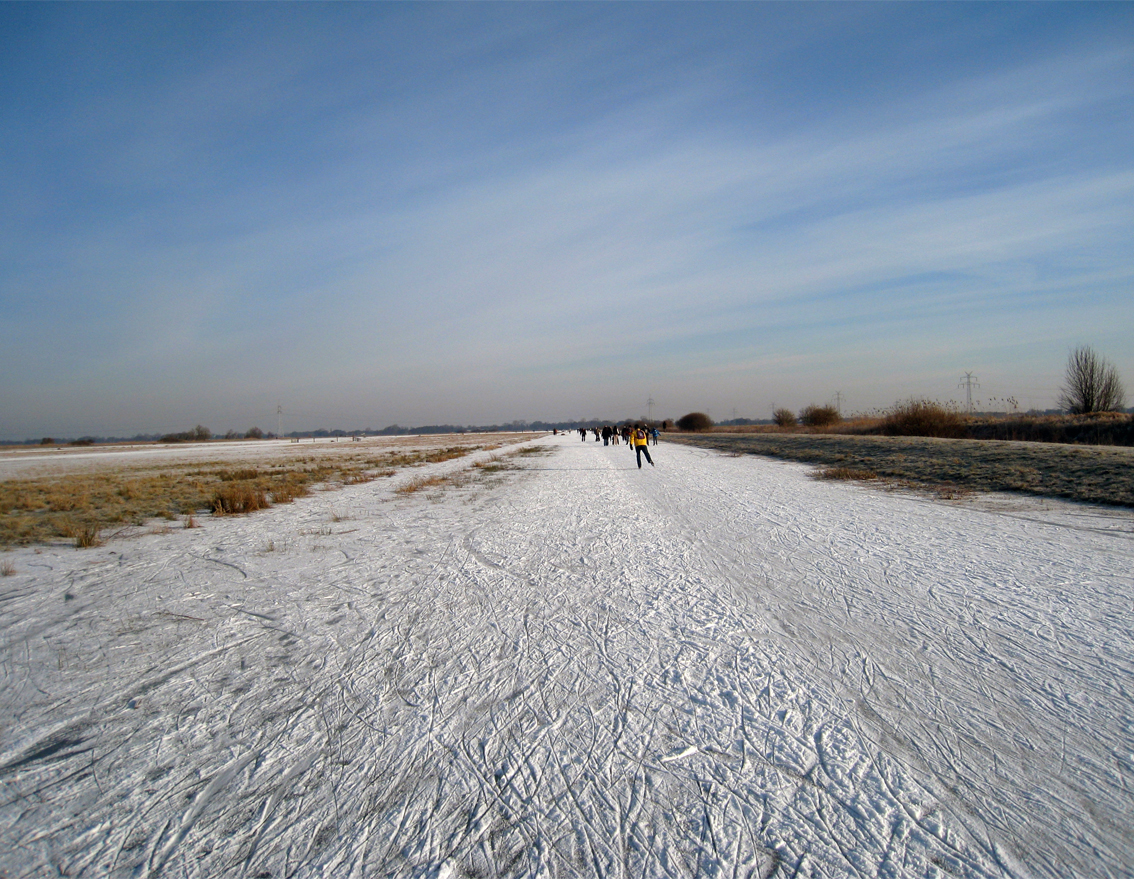
Die Eisfläche an der Semkenfahrt im Februar 2012

Die Natureisbahn an der Semkenfahrt (meist einfach nur Semkenfahrt genannt) ist in Wintern mit ausreichend Frost eine zirka 30 ha große und etwa 3 Kilometer lange Eisfläche im Bremer Blockland, die im Süden von der Blocklander Hemmstraße, im Norden vom Wümmedeich, im Osten von Kanal der Neuen Semkenfahrt und im Westen von der Südwenje begrenzt wird.
Die Fläche wird seit dem Winter 1965/66 vom Bremer Eisverein kostenlos zur Verfügung gestellt. Hierfür werden die Wiesen und Weiden des Gebietes ab November mit drei Pumpen, die 135 l Wasser pro Sekunde aus der Wümme fördern, für zwei bis drei Wochen geflutet, bis eine zirka 20 cm hohe Wasserfläche entsteht. Auf Grund der geringen Tiefe friert diese Wasserfläche meist vor anderen Gewässern in Bremen zu und ist ein beliebtes Ausflugsziel für Schlittschuhläufer und Eishockeyspieler.
Auf dem auch als Polder Semkenfahrt bezeichneten Gebiet rasten im Winterhalbjahr ansonsten Wasservögel. In der Brutzeit der Wiesenvögel von Mitte März bis Ende Juni ist die Neue Semkenfahrt aufgrund einer Selbstverpflichtung des Landeskanuverbandes aus Naturschutzgründen für den Bootsverkehr gesperrt.